# Окенвиль
Окенви́ль (фр. Auquainville) — коммуна во Франции, находится в регионе Нижняя Нормандия. Департамент коммуны — Кальвадос. Входит в состав кантона Ливаро. Округ коммуны — Лизьё.
Код INSEE коммуны — 14028.

## Население
Население коммуны на 2010 год составляло 307 человек.
| 1962 | 1968 | 1975 | 1982 | 1990 | 1999 | 2010 |
| ---- | ---- | ---- | ---- | ---- | ---- | ---- |
| 240  | 213  | 180  | 228  | 249  | 258  | 307  |

## Экономика
В 2010 году среди 204 человек трудоспособного возраста (15—64 лет) 149 были экономически активными, 55 — неактивными (показатель активности — 73,0 %, в 1999 году было 72,1 %). Из 149 активных жителей работали 141 человек (73 мужчины и 68 женщин), безработных было 8 (3 мужчин и 5 женщин). Среди 55 неактивных 17 человек были учениками или студентами, 24 — пенсионерами, 14 были неактивными по другим причинам.